# Dick Foss
Dick Foss, soprannome di Sydney Lacy Richard Foss (Barking, 28 novembre 1912 – Merton, 3 agosto 1995) è stato un calciatore inglese, di ruolo centrocampista.

## Carriera

### Giocatore
Dopo varie stagioni trascorse giocando a livello semiprofessionistico, nella stagione 1936-1937 viene ingaggiato dal Chelsea, club della prima divisione inglese, con cui all'età di 24 anni esordisce tra i professionisti giocando 4 partite di campionato; nella stagione seguente segna le sue uniche 3 reti in carriera in campionati professionisti e gioca 11 partite, totale che raggiunge anche nella stagione 1938-1939, l'ultima prima dell'interruzione dei campionati per via degli eventi bellici della seconda guerra mondiale. Come anche per altri calciatori della sua generazione, la guerra influisce pesantemente sulla sua carriera: al di là della FA Cup 1945-1946, infatti, per sette anni non gioca in nessun campionato ufficiale, riprendendo l'attività all'età di 34 anni: tra il 1946 ed il 1948, gioca comunque ulteriori 15 partite nella prima divisione inglese, sempre tutte con la maglia del Chelsea.

### Allenatore
Dopo il ritiro ha allenato nelle giovanili del Chelsea.